# Rive-de-Gier
Rive-de-Gier là một xã trong tỉnh Loire miền trung nước Pháp.
The town is located on both sides of a river Gier.